# Krishnagiri (dystrykt)

Dystrykt Krishnagiri na mapie stanu Tamilnadu

Krishnagiri – jeden z dystryktów stanu Tamilnadu (Indie). Stolicą dystryktu Krishnagiri jest miasto Krishnagiri.

## Położenie
Od północy graniczy ze stanami Karnataka i Andhra Pradeś, wschodu z dystryktami Vellore i Tiruvannamalai, od południa z dystryktem Dharmapuri.